# Atypena
Atypena és un gènere d'aranyes araneomorfes de la subfamilia Erigoninae, dins de la família Linyphiidae.
Fou descrit per primera vegada per Eugène Louis Simon l'any 1894.
Es poden trobar a l'Àsia meridional i l'Àsia sud-oriental.

## Llista d'espècies
Segons The World Spider Catalog 12.0:
- Atypena adelinae Barrion & Litsinger, 1995 – Filipines
- Atypena cirrifrons (Heimer, 1984) – Índia, Xina, Laos, Tailàndia, Vietnam
- Atypena cracatoa (Millidge, 1995) – Indonèsia (Krakatau)
- Atypena ellioti Jocqué, 1983 – Sri Lanka
- Atypena pallida (Millidge, 1995) – Tailàndia
- Atypena simoni Jocqué, 1983 – Sri Lanka
- Atypena superciliosa Simon, 1894 (Espècie tipus) – Filipines
- Atypena thailandica Barrion & Litsinger, 1995 – Tailàndia